# Arrondissement Saint-Martin-Saint-Barthélemy
Saint-Martin-Saint-Barthélemy was tot 2007 een arrondissement van het overzees departement Guadeloupe. In 2007 scheidden de twee eilanden Sint-Maarten en Saint-Barthélemy zich van Guadeloupe af.

## Kantons
Het arrondissement telde 35.930 inwoners (1999) en was samengesteld uit de volgende kantons:
- Kanton Saint-Barthélemy
- Kanton Saint-Martin-1
- Kanton Saint-Martin-2